# Serra da Estrela (bergskedja)
För andra betydelser, se Serra da Estrela (olika betydelser).
Serra da Estrela (portugisiska stjärnberget) är den högsta bergskedjan i Portugals fastland (1 993 meter över havet).                                                                                                                                       Den har en längd av 100 km och sträcker sig över den mellersta delen av landet mellan Guarda och Coimbra distrikten.            

Hundrasen Cão da serra da estrela härstammar från detta område. 

Serra da Estrela
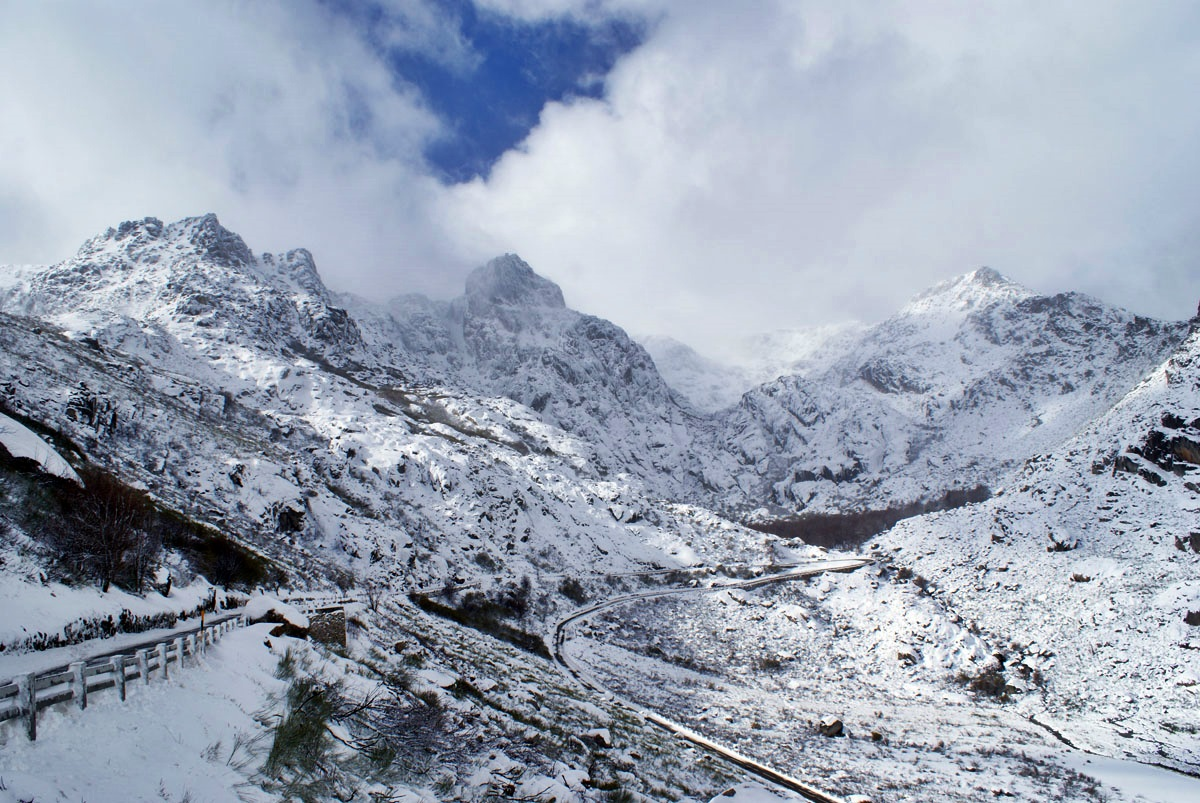
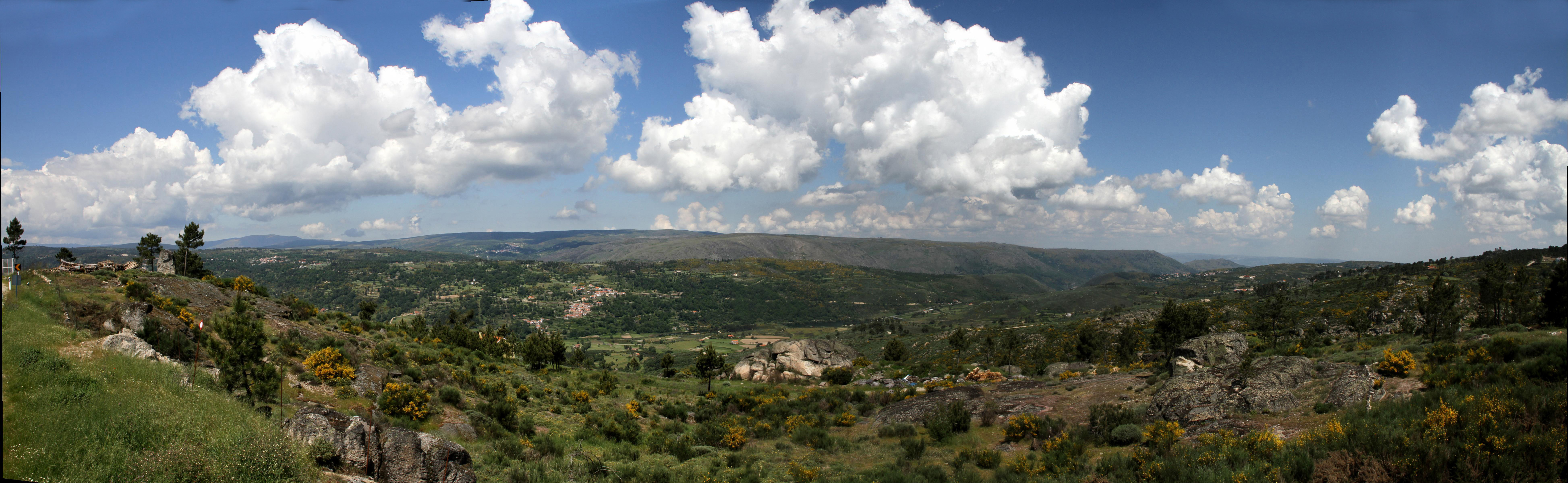
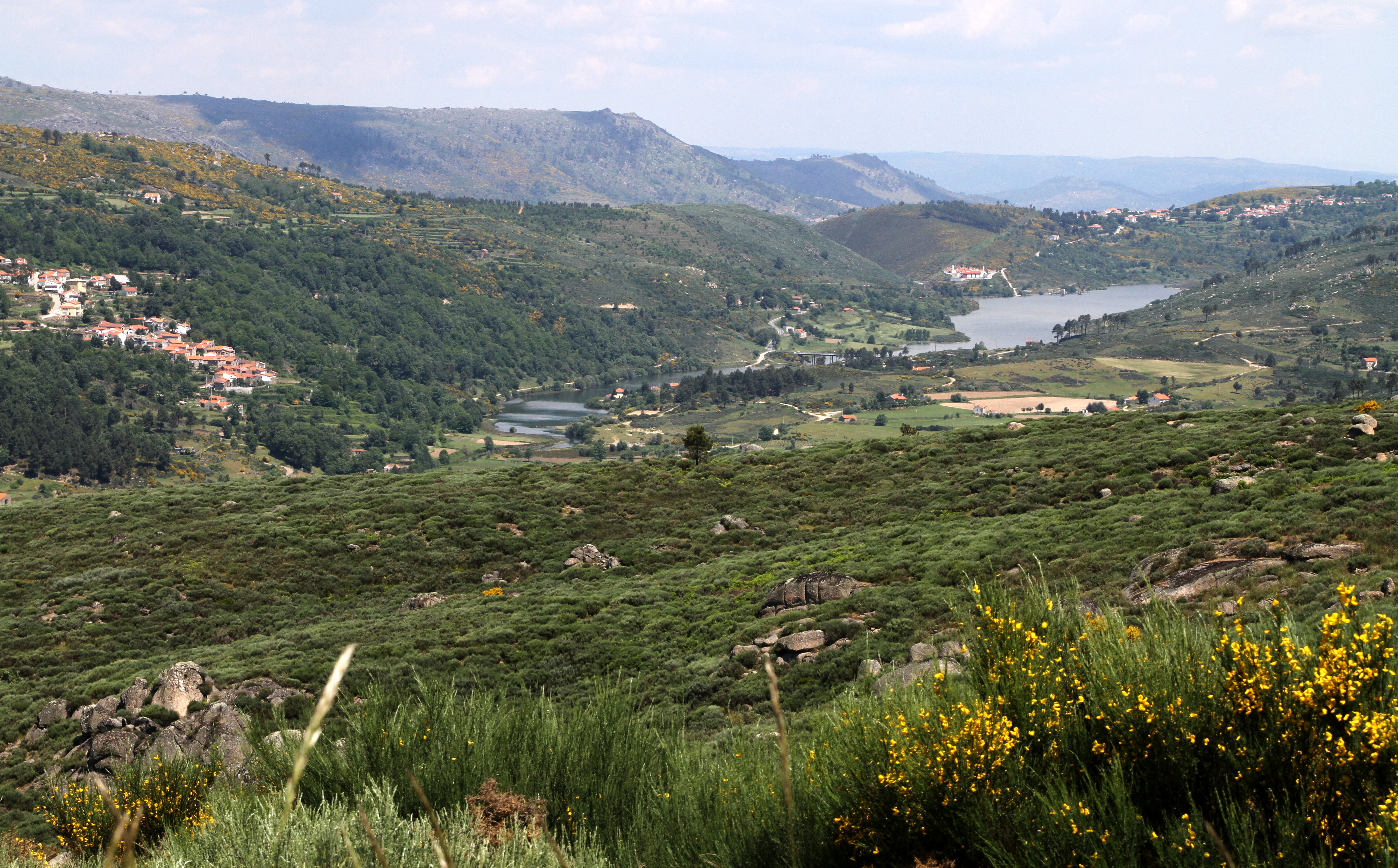
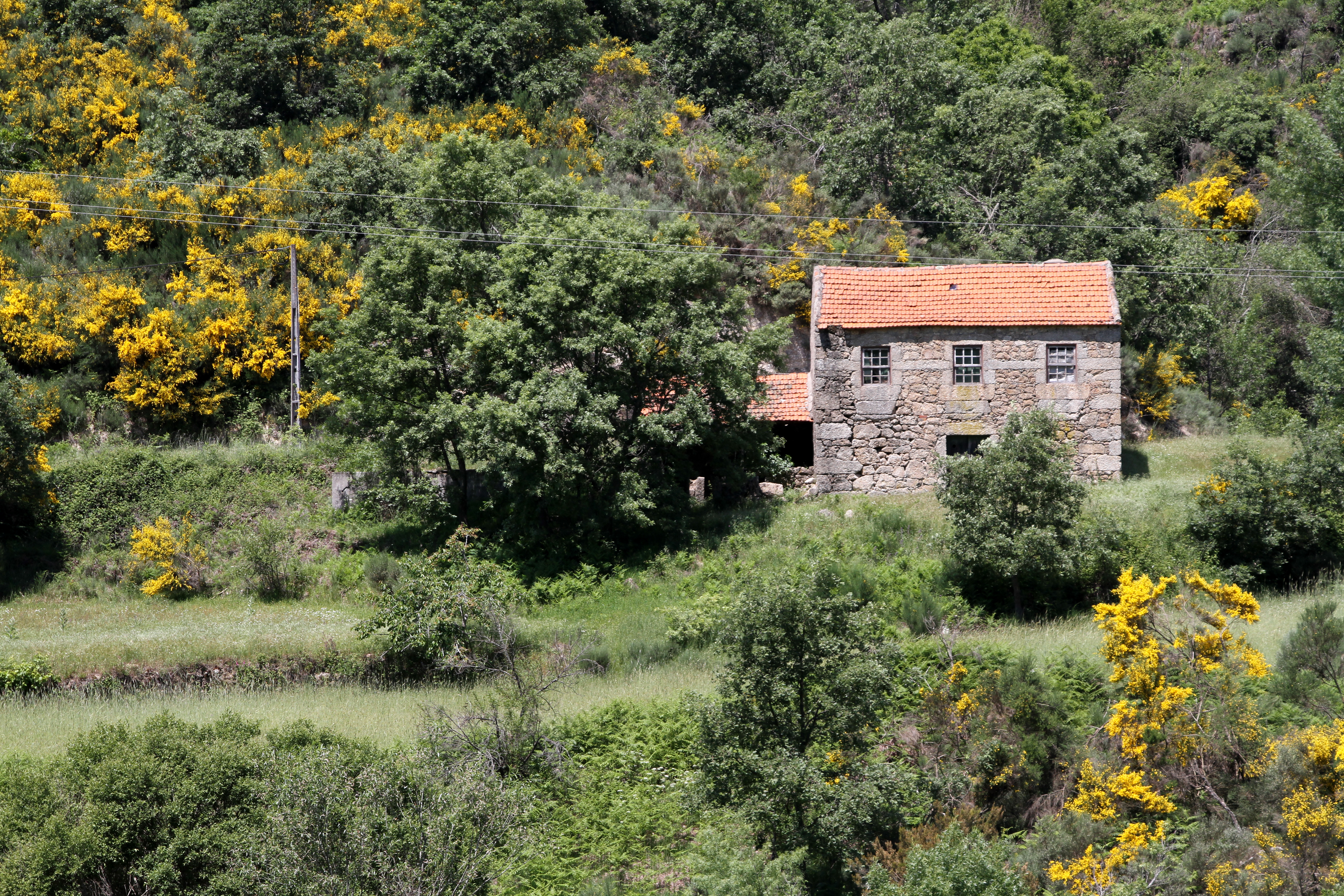
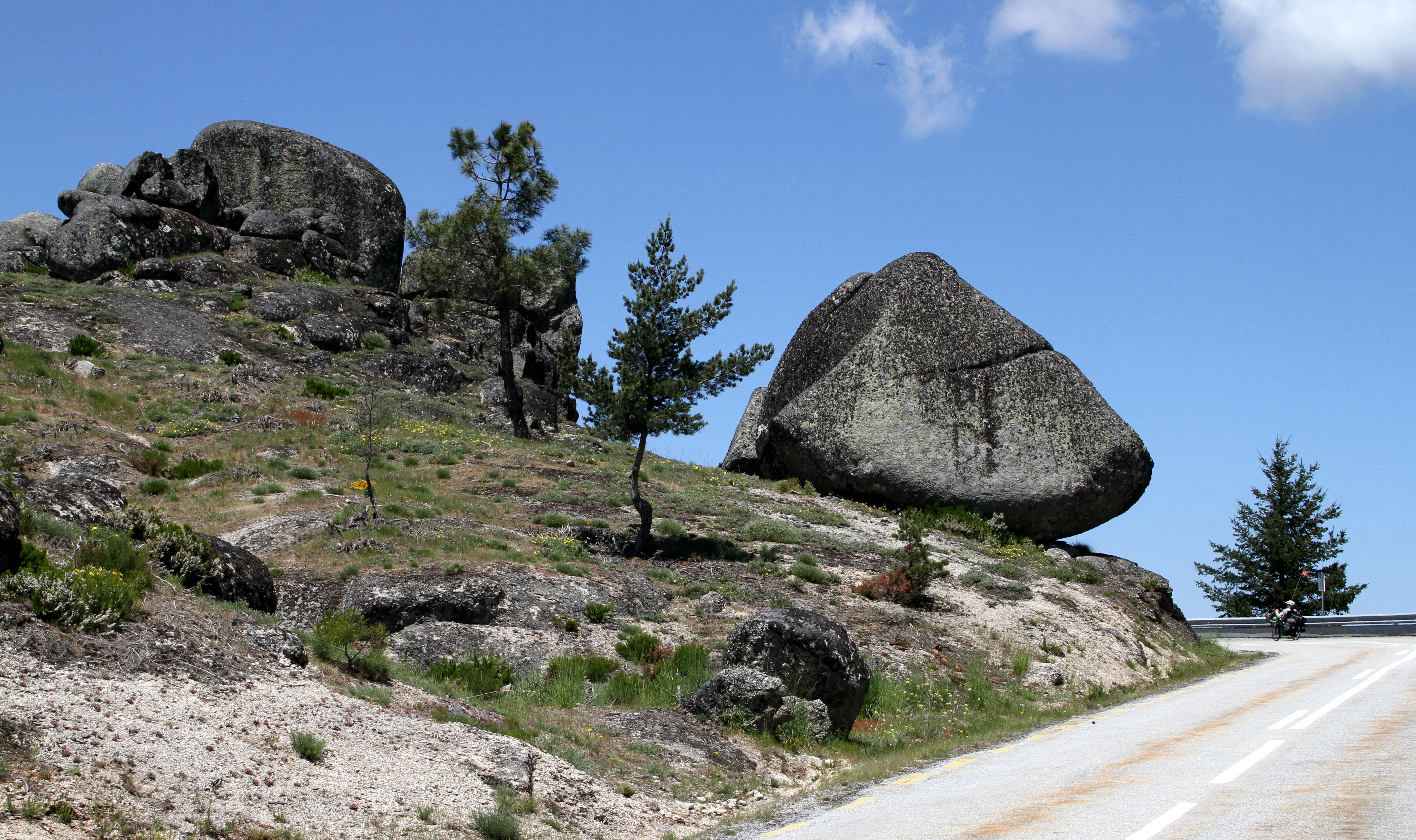
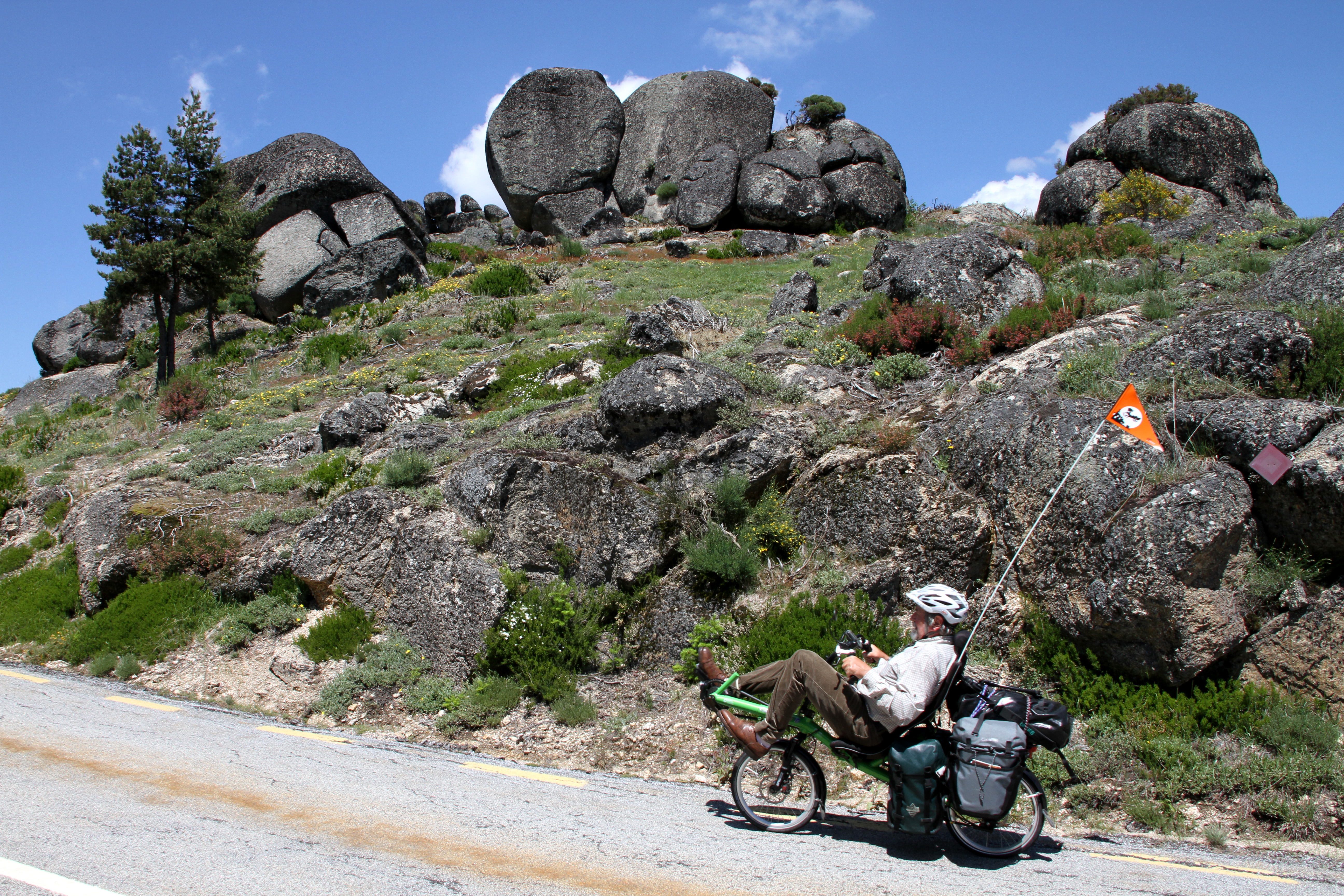
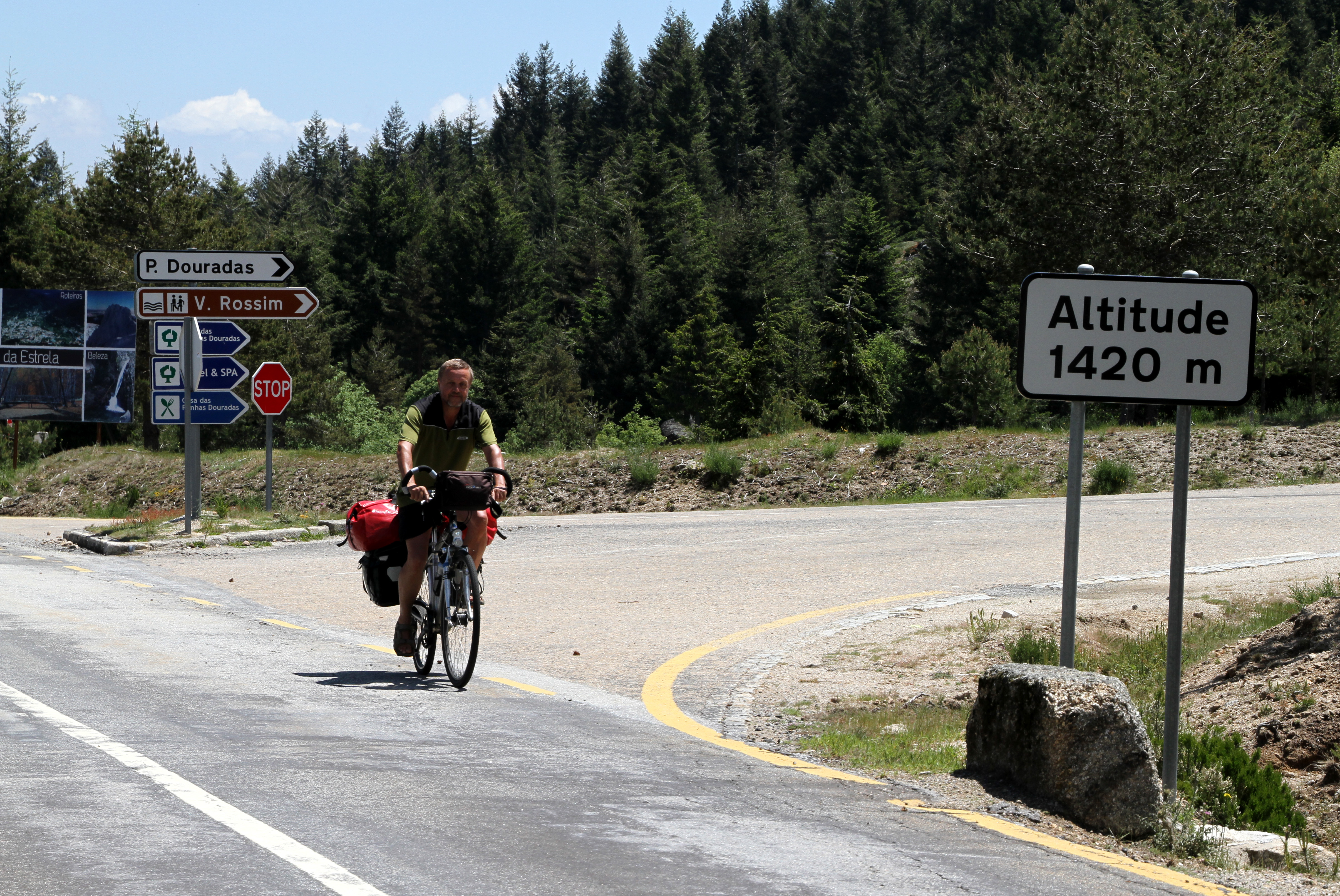
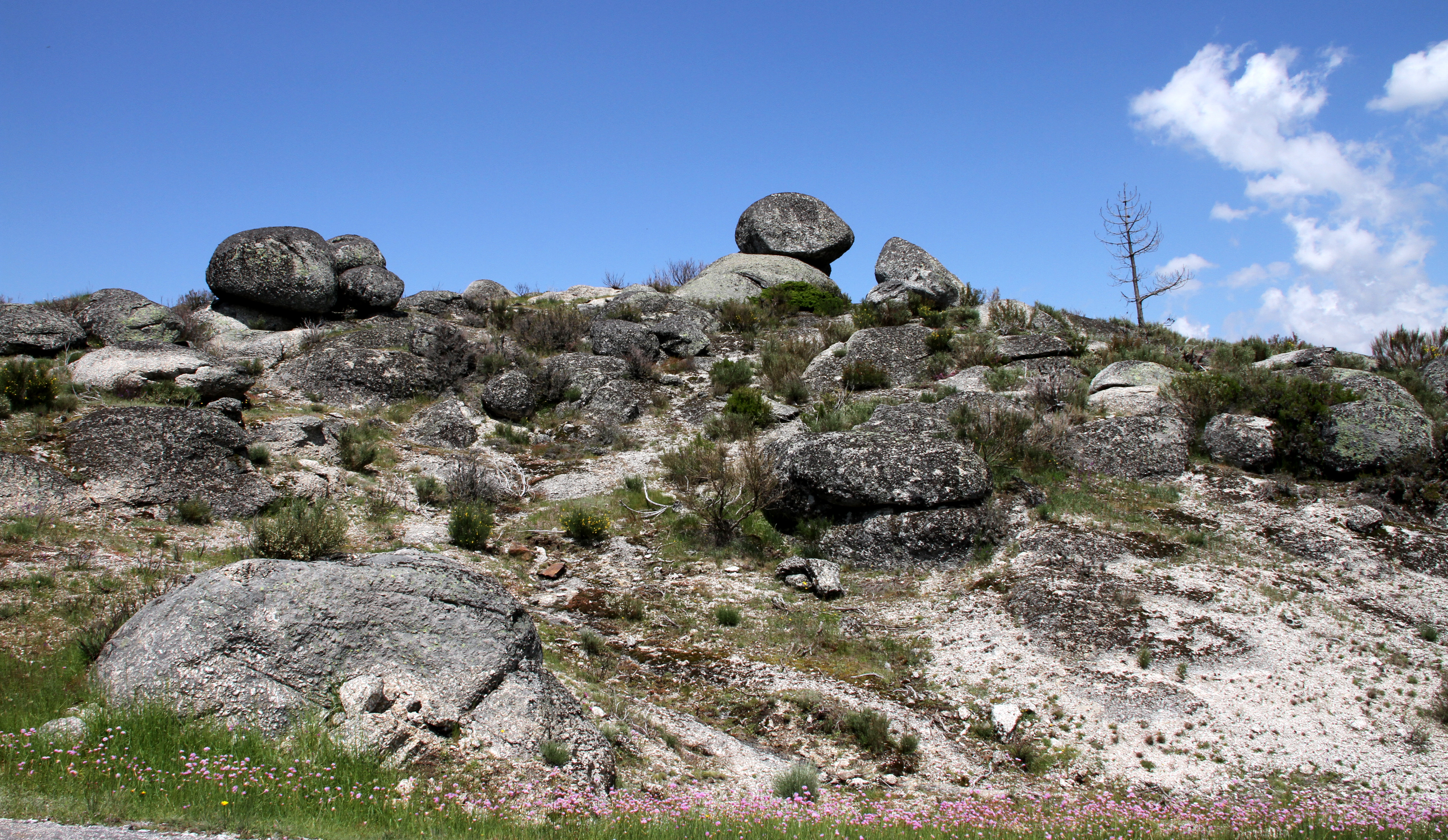
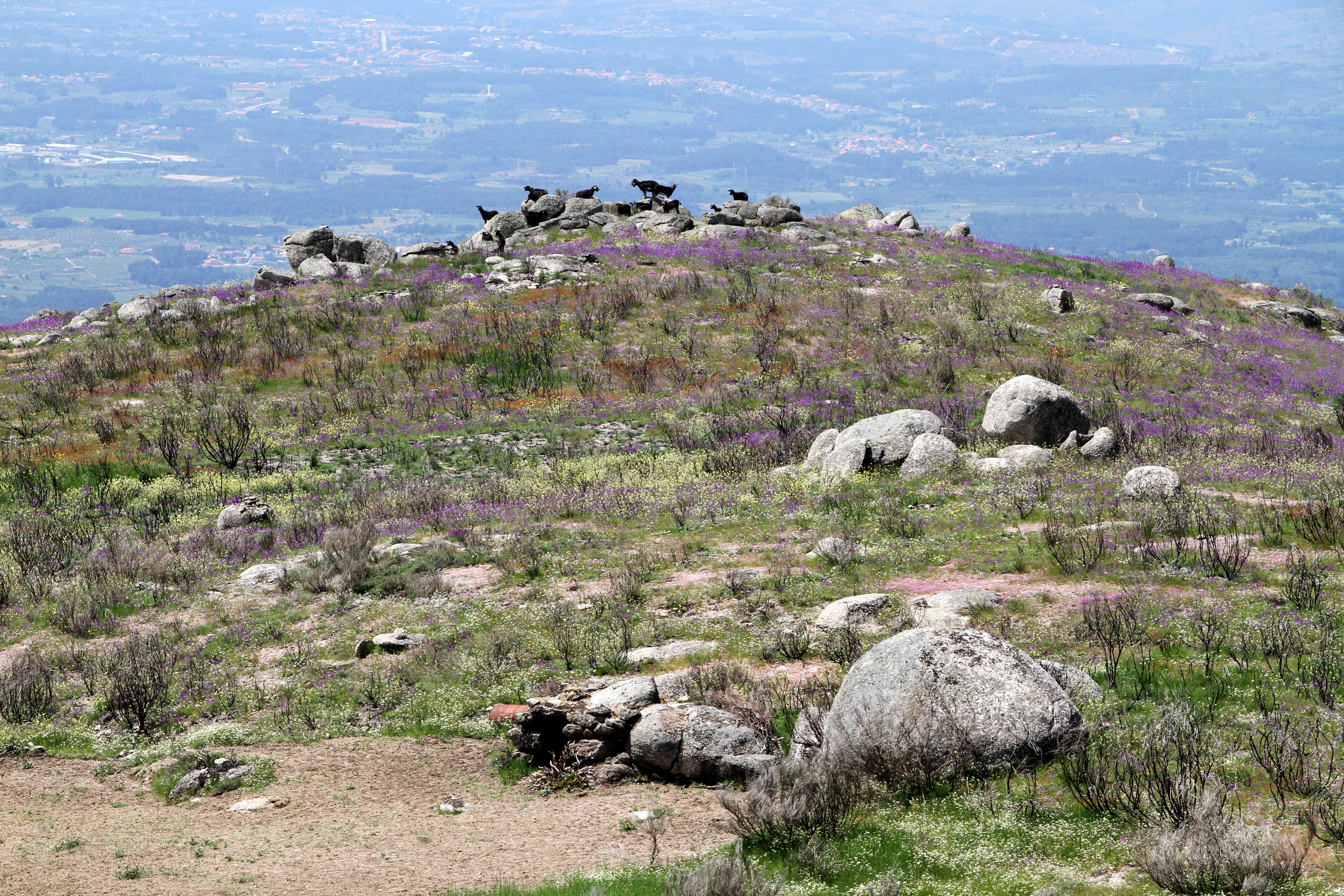